# Dingtao
Dingtao (chinesisch 定陶区, Pinyin Dìngtáo Qū) ist ein Stadtbezirk, der zum Verwaltungsgebiet der bezirksfreien Stadt Heze im Südwesten der ostchinesischen Provinz Shandong gehört. Die Fläche beträgt 846 Quadratkilometer und die Einwohnerzahl 565.793 (Stand: Zensus 2010). 1999 zählte Dingtao 577.597 Einwohner.
Der Stadtbezirk Dingtao ging 2016 aus dem zuvor bestehenden gleichnamigen Kreis hervor.